# Інженерна балка
Інженерна балка — балка на північній стороні Севастополя, впадає у однойменну бухту. Також є вулиця з цією ж назвою, яка розташована в балці.
Раніше називалась «Куриною» та «Курною». Така назва була пов'язана з великою кількістю кур, що були або у жителів селища, або яких привертали склади з зерном, які були поруч.
Після спорудження інженерної пристані стала називатися Інженерною.
У балці розташовані:
- Житлове селище з малоповерховою забудовою початку 20 сторіччя та 1950-х років.
- Оптичний цех ремонтного заводу.
- Військові частини. На пристанях стоянка військових кораблів.
- Вантажна залізнична станція «Інженерна».